# Passiflora alata
Passiflora alata é uma planta trepadeira semi-lenhosa, com propriedades alimentícias semelhantes ao maracujá. É nativa da Amazônia.
Os povos que vivem em áreas onde a planta prospera referem-se a ela como "ouvaca", significando "estrela vermelha", devido ao formato da sua flor.[carece de fontes?] Os frutos são altamente valorizados pelos habitantes locais.
As folhas são ovais ou oblongas, com 10–15 cm de comprimento e 1-10 de largura. As flores com até 7 cm de largura possuem um perfume muito agradável. Ele geralmente floresce cerca do final do Verão ou no início do Outono, precisando de plena exposição solar.
A Passiflora alata atrai abelhas, borboletas e aves, e é adequada para o cultivo em interiores.
O fruto tem a forma de ovo, de cor amarela a laranja brilhante, com 8-15 centímetros de comprimento e 5–10 cm  de diâmetro, pesando de 90 até 300 gramas.
Este fruto é cultivado em algumas partes do Brasil e é altamente valorizado.

## Propriedades medicinais
É um tranquilizante que favorece o sono sem causar depressão.

## Nomes populares

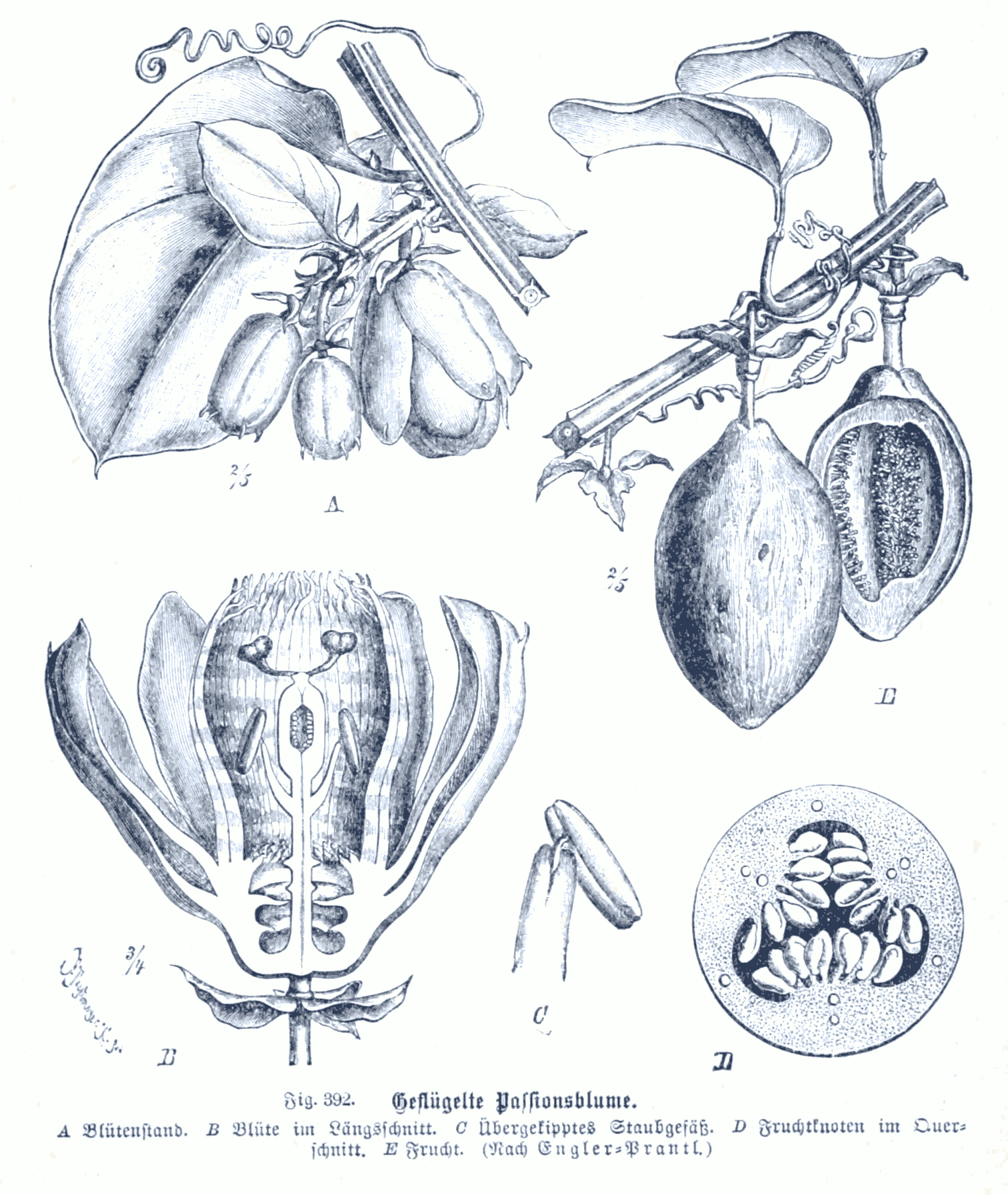

## Nomes populares[2][3]
- flor-da-paixão,
- maracujá-açú,
- maracujá-amarelo,
- maracujá-comprido,
- maracujá-comum-de-refresco,
- maracujá-doce,
- maracujá-mamão,
- maracujá-melão,
- maracujá-silvestre,
- maracujá-suspiro,
- passiflora,
- maracujá-grande;